# Agnieszka Piotrkowska
Agnieszka Piotrkowska, z d. Podrygała (ur. 10 listopada 1986 w Tychach) – polska piłkarka ręczna, występująca na pozycji rozgrywającej.

## Życiorys
Wychowanka klubu UKS Elf Tychy. W Ekstraklasie zadebiutowała w sezonie 2005/2006 w barwach AZS-AWF Katowice. W latach 2008–2011 występowała w Piotrcovii Piotrków Trybunalski, z którą w sezonie 2008/2009 zdobyła brązowy medal mistrzostw Polski. W latach 2011–2013 grała w Olimpii-Beskid Nowy Sącz, której była najlepszą strzelczynią w I lidze (2011/2012 – 100 bramek; 3. miejsce w klasyfikacji najlepszych strzelczyń I ligi) i Superlidze (2012/2013 – 155 bramek). W 2013 została zawodniczką Ruchu Chorzów.

## Osiągnięcia
Piotrcovia Piotrków Trybunalski
- 3. miejsce w Ekstraklasie: 2008/2009

Indywidualne
- 3. miejsce w klasyfikacji najlepszych strzelczyń I ligi: 2011/2012 (100 bramek; Olimpia-Beskid Nowy Sącz)[3]
- Uczestniczka meczu gwiazd Ekstraklasy w sezonie 2008/2009 (zdobyła dwie bramki dla Południa; 22 maja 2009)[4]